# DARCLIFE
DARCLIFE  (Deep subsurface Archaea : carbon cycle, life strategies, and role in sedimentary ecosystems) est le nom d'un programme de recherche sur la partie sous marine de la biosphère, soutenu par l'Union européenne et lancé en 2010

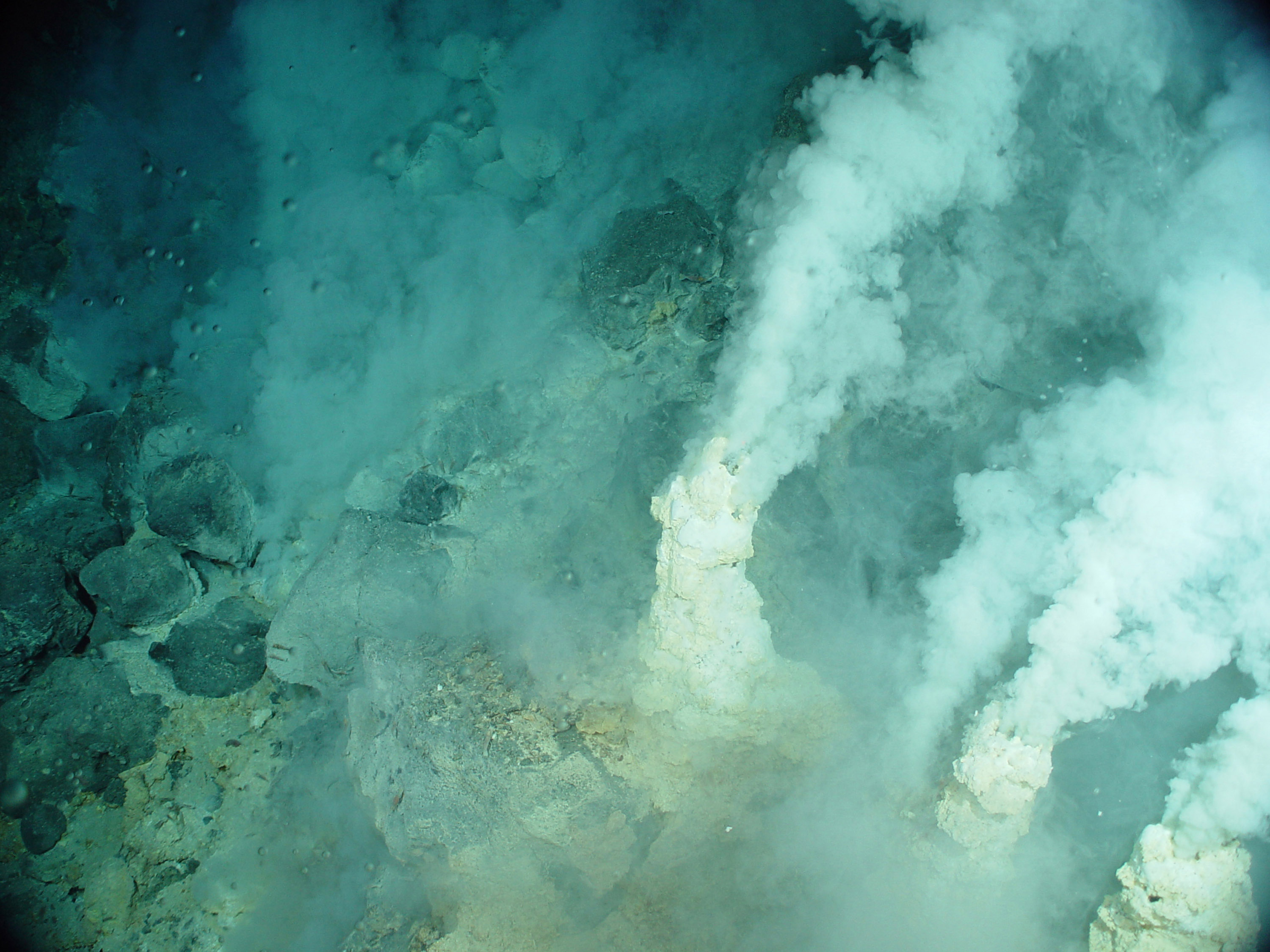
DARCLIFE devra explorer la biodiversité particulière des grands fonds (la « Biosphère profonde »), notamment autour des sources chaudes et mieuxcomprendre les relations qui la lie aux systèmes planétaires profonds et émergés (dont le système climatique)

## Objectifs
DARCLIFE doit étudier les organismes unicellulaires des Grands fonds marins à partir d'avril 2010. 

Il vise en particulier les bactéries et archées des fonds marins et ce qu'on appelle parfois la « Biosphère profonde » (die tiefe Biosphäre) ; « le plus grand écosystème unique de la planète », et sans doute le plus mal connu. Après les découvertes récentes, notamment permises par le programme ODP (Ocean Drilling Program), on pense que ces espèces constituent près d'un tiers de la biomasse totale de la planète et une grande part de la biodiversité marine et de la planète. 

Elles incluent de nombreux taxons (dont beaucoup sans doute encore inconnus) qui survivent et s'épanouissent même dans des conditions extrêmes (pression, température, acidité…), et elles jouent sans doute un rôle très important, voire majeur dans le cycle du carbone et les cycles biogéochimiques. 

Le projet veut aider à comprendre les relations qui unissent ces organismes mal connus à leur environnement, mais aussi au nôtre, via le climat.

## Moyens humains
Le programme mobilisera une vingtaine de chercheurs du centre des sciences de l'environnement marin de Brême (MARUM) et de l'Institut Max-Planck de microbiologie marine (Brême), de l'Institut allemand Alfred-Wegener de recherche polaire et marine (AWI) de Bremerhaven (Nord-Ouest de l'Allemagne), du Centre d'étude des archées de l'Université de Ratisbonne (Bavière) ainsi que de l'Université de Caroline du Nord de Chapel Hill aux États-Unis

## Financements
C'est l'un des 236 projets de recherche soutenus par l'Europe. 

Une bourse "Advanced Grant" du Conseil européen de la recherche (ECR), de 2,9 millions d'euros est ouverte pour 5 ans à partir de 2010.
Les données récoltées compléteront celles du « Global Ocean Data Analysis Project » (ou GLODAP ) qui vise à mieux comprendre les interactions entre climat et cycle du carbone dans l'océan mondial, afin de pouvoir étudier plus finement le forçage anthropique de l'effet de serre